# Секюритизация
Секюритизацията е процес, при който се обособява портфейл от неликвидни финансови или материални активи, които се групират и срещу тях се издават ликвидни ценни книги (акции или облигации), след което те на свой ред се предлагат за закупуване от инвестиционната общност.
Инициатор на секюритизационната сделка е финансова институция, която често използва дружество със специална инвестиционна цел.

## Икономическа същност
С помощта на секюритизацията се постига двоен ефект:
1. Финансовата институция – инициатор на сделката „продава“ неликвидни активи, а от постъпленията може отново да инвестира в доходоносен портфейл.
2. На инвеститорите, които биха били заинтересовани от инвестиция в печеливш сектор, например недвижими имоти, но които се въздържат от подобна инвестиция поради проблематичната ѝ ликвидност, се осигурява високоликвидна алтернатива – ценни книги, които същевременно запазват и високия потенциал за печалба, свързан с конкретния сектор на икономиката, от който произтичат (напр. ипотечните облигации).

## Видове секюритизация
Според степента, в която собствеността на секюритизираните активи преминава от оригиналния им собственик към инвеститора, различаваме:
- Традиционна секюритизация – осъществявана с помощта на дружество със специална инвестиционна цел, което е самостоятелно юридическо лице, което изкупува активите (и свързаните с тях вземания) от оригиналния им собственик чрез постъпления, получени от емитирането на ценни книги – акции и/или облигации (напр. облигации, еимитирани от АДСИЦ). В този случай секюритизираните експозиции се отписват от баланса на финансовата институция – инициатор на сделката и емитираните ценни книжа не пораждат юридическо задължение за плащане на инициатора (а на новоучреденото АДСИЦ).
- Синтетична секюритизация – при която финансовите активи, предмет на секюритизационната сделка остават в портфейла на финансовата институция – инициатор на сделката и служат само като законово обезпечение на емисия ценни книги, издадена от същата (напр. ипотечни облигации, емитирани от банка). В този случай прехвърлянето на кредитния риск се осъществява с помощта на деривативни финансови инструменти и/или гаранции.

## Участници в процеса на секюритизация

### Основоположник
Наричан също и инициатор на сделката. На английски е известен като originator. Първоначалният собственик на активи, които впоследствие стават част от обезпечението на АДСИЦ.

### Длъжник
Означаван като obligor на английски. Това са лицата, които са длъжници по заемите или облигациите, които АДСИЦ притежава като обезпечение.

### Подписник
На английски се нарича underwriter. Участва в процеса на издаване на ценните книжа на АДСИЦ и в замяна получава възнаграждение (fee).

### Попечител/довереник/пълномощник
На английски е известен като trustee. Упражнява правото на собственост върху обезпечението (collateral) от името на АДСИЦ.

### Управляващ директор
На английски бива означаван като managing director. Това са лицата, които оглавяват АДСИЦ.

### Инвестиционен мениджър
Означаван като investor manager на английски. Определя инвестиционната стратегия, склонността към риск и води активната търговия с ценни книжа. АДСИЦ му е възложител.

### Портфолио администратор
Означаван като portfolio administrator или collateral administrator на английски. Обичайно е инвестиционна банка, натоварена със задачата да опосредства събирането на вземанията на АДСИЦ по главници и лихви, да изготвя месечни отчети за качеството на обезпечението, да произвежда поредица от проверки за това качество, както и да осъществява плащанията по издадените от АДСИЦ ценни книжа на съответните падежи. Много често портфолио администраторът и попечителят/довереникът са една и съща правна единица.

### Вложители
На английски са известни като investors или noteholders. Участват в изкупуването на издадените от АДСИЦ ценни книжа, носители са на риска.

### Одитор
Означаван като auditor на английски.

### Правни съветници
Означавани като attorneys на английски.